# Kybalión
The Kybalion: the hermetic philosophy of Ancient Egypt and Greece (traducido al español como El Kybalión: las doctrinas herméticas del antiguo Egipto y Grecia) es un libro publicado en inglés por la Yogi Publication Society de Chicago (Estados Unidos) en diciembre de 1908.
Presenta y desarrolla los «siete principios del hermetismo».
Está basado en el texto árabe Lawḥ al-zumurrudh (‘la tabla de la esmeralda’, del siglo VII, aunque atribuida al mítico alquimista egipcio Hermes Trismegisto), un texto hermético muy breve que consta de una docena de fórmulas alegóricas.
En el propio texto del Kybalión, su autoría se atribuye a Three Initiates (‘tres iniciados’) aunque, por su estilo, se considera que el autor que así firmó fue el abogado y comerciante estadounidense William Walker Atkinson (1862-1932), quien incluyó conceptos modernos del New Thought (Nuevo Pensamiento, en inglés), una doctrina creada en Estados Unidos entre finales del siglo XIX y principios del siglo XX.
Actualmente es de dominio público y puede encontrarse en internet.

## Los siete principios
Los siete principios o axiomas, como describe en el Kybalión, son:
1. Mentalismo. El Todo es mente; el universo es mental. El Todo es el conjunto totalizador. Nada hay fuera del Todo.
2. Correspondencia. Como es arriba, es abajo; como es adentro, es afuera. Afirma que este principio se manifiesta en los tres Grandes Planos: el Físico, el Mental y el Espiritual.
3. Vibración. Nada está inmóvil; todo se mueve; todo vibra.
4. Polaridad. Todo es doble, todo tiene dos polos; todo, su par de opuestos: los semejantes y los antagónicos son lo mismo; los opuestos son idénticos en naturaleza, pero diferentes en grado; los extremos se tocan; todas las verdades son medias verdades, todas las paradojas pueden reconciliarse.
5. Ritmo. Todo fluye y refluye; todo tiene sus períodos de avance y retroceso, todo asciende y desciende; todo se mueve como un péndulo; la medida de su movimiento hacia la derecha es la misma que la de su movimiento hacia la izquierda; el ritmo es la compensación.
6. Causa y efecto. Toda causa tiene su efecto; todo efecto tiene su causa; todo sucede de acuerdo a la ley; la suerte o azar no es más que el nombre que se le da a la ley no reconocida; hay muchos planos de causalidad, pero nada escapa a la Ley.
7. Género / Generación. La generación se manifiesta en todos los planos, todo tiene su principio masculino y femenino, activo y pasivo. Los dos géneros existen por doquier. En el plano físico es la sexualidad y de la unión de las dos polaridades surge la creación, la generación.

Al analizar estos principios se debe entender que si bien se tratan como principios separados, no se deben comprender de manera aislada, ya que cada principio influye o participa en los otros; produciéndose una sinergia y complemento entre ellos.

### Mentalismo
Este principio expresa que el Universo y todo lo existente proviene de la "mente" (como la esencia proyectada) del todo, lo que implica que el universo no es más que una proyección de la conciencia; siendo el todo la realidad última del Universo, que esta más allá de la materialidad del Universo. Cuando se habla del todo, nos referimos a que todo lo que está a nuestro alrededor, cada cosa que podemos y no podemos ver, existe gracias a la "imaginación" del todo, la  que representa a la proyección del todo como una unidad que abarca por completo la existencia y del cual estamos compuestos y formamos parte; y que por su naturaleza es indefinible y puede ser considerado como una proyección de una "mente universal", infinita que compone todo lo existente. Esto quiere decir que independiente de nuestra naturaleza, somos  una "parte real dentro del Universo"; ya que somos manifestaciones y proyecciones de su ser. También puede entenderse que el universo que observamos y sentimos lo forma la percepción de nuestra propia mente, y que todo lo observable y lo vivido es en si "mente" en su origen; que a su vez tiene origen en la realidad última. Reconociendo así igualmente que esa "realidad mental" particular que se origina en cada individuo es solo un reflejo alterado de la realidad última.
Este principio está basado, relacionados o son equivalente con los conceptos de no dualidad, Maya y Brahman, la divinidad impersonal en el hinduismo.

### Correspondencia
Este principio plantea la idea de que siempre hay una correspondencia entre las leyes de los fenómenos de los diferentes planos del ser y la vida.
Establece que hay armonía entre el plano físico, el plano mental y el plano espiritual, significa que todos los planos de existencia, están conectados y en correspondencia; y que existe una fractalidad que los compone, por la cual los mismos patrones que rigen el cosmos (macrocosmos) se reflejan en el ser humano o en lo pequeño (microcosmos). Así, el macrocosmos se encuentra en el microcosmos y viceversa, por lo que todo está conectado y cada nivel de existencia es un reflejo de otro: los sistemas solares, las sociedades y la vida en la Tierra reflejan lo mismo.
Es decir, hagamos lo que hagamos en el nivel micro, lo haremos o se refleja en el nivel macro, y viceversa. Incluso los hábitos más pequeños influyen en nuestro comportamiento. Al hacer cualquier cosa, también haremos todo. Si descuidamos un área de nuestra vida, lo más probable es que el resto de las áreas también se vean afectadas.
Este principio sería equivalente o estaría relacionado con el concepto de No dualismo dentro de la filosofía hindú, o  de los principios que rigen el yin y yang en el taoísmo.

### Vibración
Este principio afirma que todo está en movimiento a diferentes ritmos e intensidades, que nada permanece inmóvil. Explica las diferencias entre las diversas manifestaciones de la materia, de la fuerza, de la mente y aun del mismo espíritu, las que no son sino el resultado de los varios estados vibratorios. Desde el origen no material de todo, hasta la más pequeña forma de materia, todo está en vibración. Esto significa que todo en el universo, desde lo más denso hasta lo más sutil, está en constante movimiento en diferentes niveles vibratorios. Es por ello que sin movimiento no hay existencia
Este principio sería equivalente al concepto del flujo del qì (en el taoísmo) o el prana (en el hinduismo).

### Polaridad
Este principio incorpora la verdad de que todas las cosas manifiestas tienen «dos lados», «dos aspectos», «dos polos», «un par de opuestos», iguales en naturaleza pero con múltiples grados entre los dos extremos, distintos en polaridad, idéntico en naturaleza, ambos se atraen y se armonizan en el equilibrio del cosmos.
La polaridad mantiene el ritmo de la vida. Conocemos la existencia de algo por el contraste de su opuesto. Así encontramos:
- luz-oscuridad
- amor-odio
- espíritu-materia
- vida-muerte
- bien-mal
- Sabiduría-ignorancia
- vigilia-sueño
- valor-miedo
- alegría-tristeza.
- Etc.

Los opuestos se presentan siempre en el mismo elemento. El principio de polaridad funciona a lo largo de una escala vibratoria de grados que va de lo positivo a lo negativo, siendo lo positivo de naturaleza superior a lo negativo. Sin embargo se debe  igualmente considerar que a nivel más profundo realmente estos conceptos opuestos, son complementarios e interrelacionados (como dos caras de una misma moneda).
Este principio sería equivalente al concepto de la interacción que se produce entre el yin y yang (en el taoísmo), o entre la interacción entre Paramatma y Maya (en la filosofía hindú).

### Ritmo
Este principio va unido al principio de polaridad, y el de vibración. Siempre que haya una acción habrá una reacción, un avance y un retroceso, una ascensión y un descenso, lo que provoca movimiento 
y ciclos (un ritmo). Esta ley rige para todo; soles, mundos, animales, mente, energía, materia. Se manifiesta los ciclos de la naturaleza y el universo, en la creación como en la destrucción de lo material, en el progreso como en la decadencia, en la vida y, finalmente, en los estados mentales del hombre. Nos indica que no importa que tan mal esté tu vida, puede mejorar. Todo fluye y refluye. No siempre podemos ganar ni perder, porque debe existir un balance y un flujo que mantenga la existencia, pues la existencia no puede ser estática, y por ello no todo perdura; al contrario, todo cambia, todo vibra, fluye y refluye.
Este principio sería equivalente al concepto del flujo del qì (en el taoísmo) o el flujo del prana (en el hinduismo, así como los ciclos cósmicos descrito igualmente en las filosofias orientales, tales como los Kalpas).

### Causa y efecto
Este principio afirma que todo efecto tiene su causa, y toda causa su efecto. Nada ocurre casualmente. La suerte es una palabra vana. Este principio encierra la verdad de que la casualidad es sólo un término que indica la existencia de una causa no reconocida o percibida; que el fenómeno es continuo, sin soluciones de continuidad. Este ciclo de causa y eventos sucesivos sería el motor que mantiene la existencia del universo, al generar un universo no estático.
La causa y el efecto residen meramente en los sucesos. Un suceso o acontecimiento es lo que viene, llega u ocurre como consecuencia o resultado de un acontecimiento o evento anterior. Ningún acontecimiento crea otro, sino que no es nada más que el eslabón precedente en la gran cadena coordenada de sucesos que fluyen de la energía creadora del TODO.
Este principio sería equivalente al concepto del karma (en el hinduismo y el budismo) o el concepto de pratītya-samutpāda (del budismo).

### Género
El principio de género hace referencia al género en su sentido hermético, más allá del concepto del género biológico. Este principio establece que no todos los seres y fenómenos son iguales en su concepto con los cuales los clasificamos o identificamos, por lo que se distinguen en su "naturaleza" por su género ("activo" o "pasivo"); y es por ello que los principios complementarios (los "géneros") se buscan para continuar existiendo o para complementarse. De este modo se requiere de los  géneros complementarios para mantener los ciclos de la vida, aunque en su origen realmente los géneros se reflejan unos en otros y son iguales en correspondencia. La palabra española «género» deriva de la raíz latina que significa ‘concebir, procrear, generar, crear, producir’.
Este principio sería equivalente a unos de los conceptos presentes dentro del yin y yang (en el taoísmo), o las doctrinas hinduistas de shakti y prakriti (lo femenino) y el púrusha (lo masculino).
Un momento de consideración sobre el asunto demostrará que esa palabra tiene un significado mucho más amplio y general que el término sexo, pues este se refiere a las distinciones físicas entre los seres machos y hembras. Así, es necesario que esta distinción entre la naturaleza masculina y femenina se entienda no como el concepto de género propiamente tal de los seres vivos; sino como una forma de ver la complementación entre ellos, que juntos conforman el todo; porque por ejemplo ciertos escritores que han adquirido algunas nociones de doctrina hermética han tratado de identificar este séptimo principio con erróneas y a veces reprensibles teorías y enseñanzas concernientes al sexo.[cita requerida]

## Los Tres Iniciados
El autor que escribió el Kybalión ―autodenominado Tres Iniciados― decidió permanecer en el anonimato. Esto generó muchas especulaciones sobre quién escribió realmente el libro.
La hipótesis más popular es que su autor fue el abogado y comerciante estadounidense William Walker Atkinson (1862-1932), quien a lo largo de su vida escribió muchos libros utilizando seudónimos como
Yogui Ramacharaka,
Swami Panchedasi,
Magus Incógnito y
Theodore Sheldon.
Una de las primeras publicaciones de Atkinson fue una serie titulada Las enseñanzas arcanas, que comparte algunas similitudes con el Kybalión:
el Kybalión explora siete «principios herméticos», mientras que Las enseñanzas arcanas explora siete «leyes arcanas»;
el Kybalión afirma ser una elucidación de un antiguo texto hermético inédito del mismo nombre, mientras que Las enseñanzas arcanas dicen explorar la sabiduría de un antiguo pergamino inédito de aforismos ocultistas; ambos libros describen tres «grandes planos» de la realidad, cada uno de los cuales se subdivide en siete planos inferiores. Ambos libros describen tres de los planos inferiores como «llaves negras astrales», de manera similar a las teclas negras de un piano y habitados por espíritus elementales; ambos libros describen con gran detalle el proceso de la 'alquimia mental', el uno casi en total consonancia con el otro. Hay muchas otras similitudes, que conducen de forma natural a la pregunta de si Las Enseñanzas Arcanas podrían haber sido el «primer borrador» de Atkinson para el material que posteriormente se convertiría en el Kybalión.[cita requerida]
Otra hipótesis fue que lo escribieron miembros de la Sociedad Teosófica, pues su traductor del inglés al español, como se comprueba en todas las ediciones españolas desde la primera, fue Federico Climent Terrer (1860-1949), fundador de la sucursal de la Sociedad Teosófica en la ciudad de Barcelona (España), quien realizaría esta traducción por orden exclusiva de la Sociedad Teosófica.
Otra hipótesis afirma el Kybalión fue escrito por el ocultista estadounidense Paul Foster Case (1884-1954) y el periodista irlandés Michael James Whitty (1795-1873). Esta creencia es sostenida por la asociación masónica BOTA (Builders of the Adytum: constructores del adytum), la «escuela de misterios» que fundó Paul Foster Case, según una leyenda originada por un grupo escindido de BOTA, la Fraternidad de la Luz Oculta.
Pretenden apoyar esta creencia diciendo que Paul Foster Case fue masón, y que la editorial del Kybalión, Yogui Publication Society imprimió su domicilio en el frontispicio del libro como «Templo Masónico en Chicago (Illinois)».
Sin embargo, esta evidencia de la autoría de Case no tiene valor, ya que el Templo Masónico de Chicago era en realidad el primer rascacielos de la ciudad, que alojaba docenas de tiendas y pequeños negocios sin ninguna afiliación masónica. El edificio fue nombrado así debido a que la logia masónica que financió gran parte de su construcción, y en realidad esta se encontraba en los pisos superiores.
Otros nombres que se barajan frecuentemente en relación con la autoría del Kybalión son:
- Mabel Collins (1851-1927), escritora teosófica y
- Claude Brogdon (1882-1964), ocultista y mago que trabajaba en teatros.
- Ann Davies (1912-1975), quien sucediera a Paul Foster Case a la cabeza de la logia masónica BOTA;
- Harriet Case, quien en esa época era la esposa de Paul Foster Case